# Parafia Trójcy Przenajświętszej w Rzeczycy
Parafia Trójcy Przenajświętszej w Rzeczycy – rzymskokatolicka parafia znajdująca się w diecezji pińskiej, w dekanacie homelskim, na Białorusi.

## Historia
W 1634 wojewoda miński Aleksander Słuszka ufundował w Rzeczycy klasztor dominikański z kościołem pw. Świętej Trójcy. Zakonnicy ci prowadzili również parafię. W 1835, w ramach represji po powstaniu listopadowym, klasztor został skasowany. Parafia jednak nadal działała. W czasach carskich należała do dekanatu mozyrsko-rzeczyckiego archidiecezji mohylewskiej. W 1862 kościół podominikański spłonął, wobec czego nabożeństwa odbywały się w domu prywatnym.
Kolejny, obecny kościół zbudowano w latach 1896–1903. Konsekrowano go 1 czerwca 1903. Funkcjonował on do 1932, gdy został znacjonalizowany przez komunistów. W kolejnych dekadach służył celom świeckim jako magazyn, muzeum i bar piwny.
Parafia odrodziła się w 1992. We wrześniu 1999 władze zwróciły kościół.